# Marojejy nationalpark

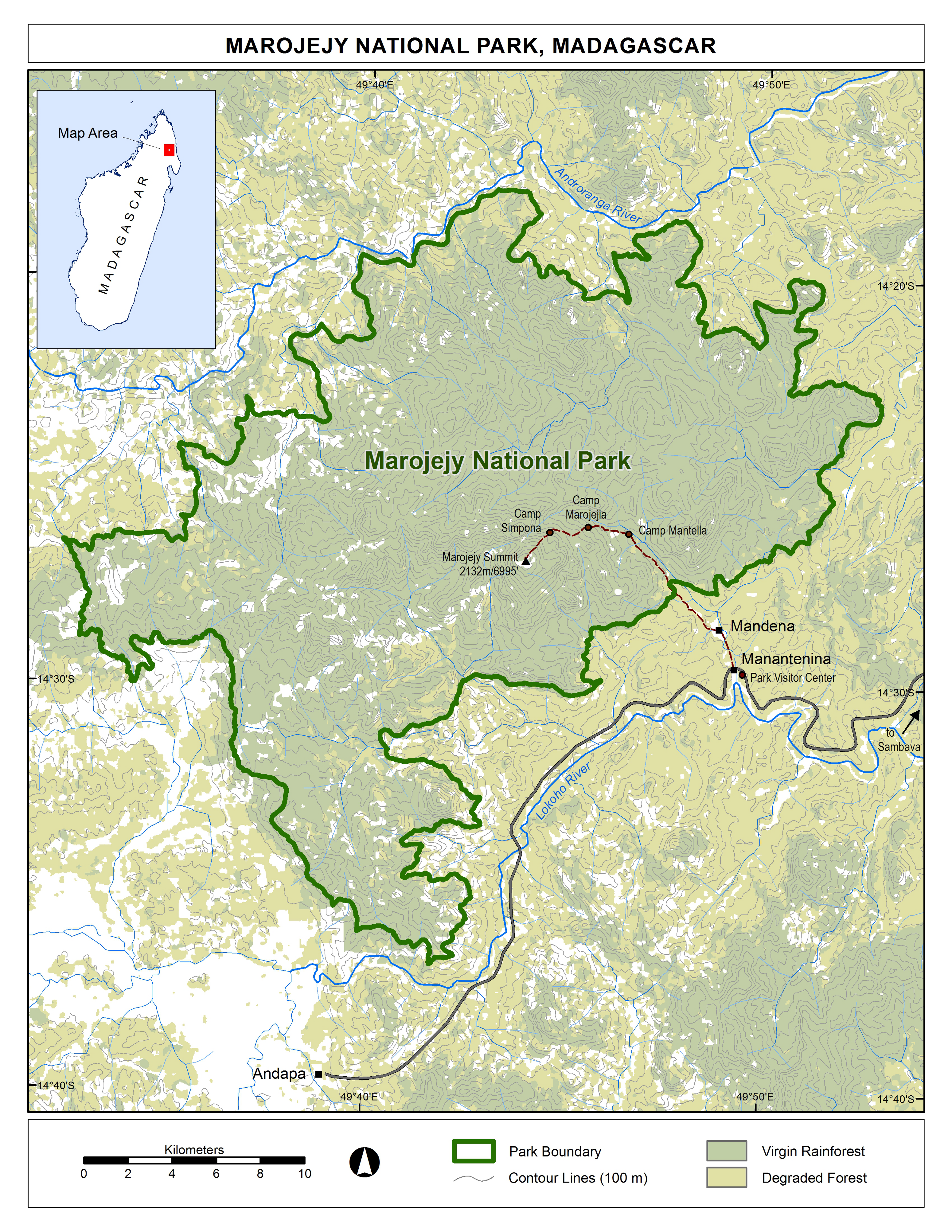

Marojejy nationalpark är en nationalpark i regionen Sava på nordöstra Madagaskar. Den täcker 55 500 hektar och finns i Marojejymassivet, en bergskedja som reser sig till en höjd av 2 132 meter över havet. Tillgången till området runt massivet var begränsad till forskare när platsen avsattes som ett strikt naturreservat 1952. 1998 öppnades den för allmänheten när den omvandlades till nationalpark. Den blev en del av det världsarv som kallas Atsinananas regnskogar 2007. "Unik i världen, en plats med täta regnskogar, höga klippor och växter och djur som inte finns någon annanstans på jorden".

## Skönhet och biologisk mångfald
Marojejy nationalpark har fått beröm i New York Times och Smithsonian Magazine för sin naturliga skönhet och rika biologiska mångfald, som omfattar kritiskt hotade medlemmar av Propithecus candidus, även kallad silkessifaka. För detta ändamål har ett globalt konsortium av naturvårdsorganisationer, inklusive Lemur Conservation Foundation, Duke Lemur Center och Madagaskars nationalparker, försökt främja forskning och bevarandeprogram i Marojejy National Park, angränsande Anjanaharibe-Sud Reserve och Antanetiambo Private Reserve, för att skydda den endemiska floran och faunan som finns i nordöstra Madagaskar. Dessutom har dessa organisationer implementerat en mängd olika samhällsbaserade initiativ för att mildra mänskliga intrång i parken, såsom tjuvjakt och selektiv skogsavverkning, genom att uppmuntra lokalsamhällena att engagera sig i skogsplantering och andra skogsbruksinitiativ för att få ett hållbart alternativ till gruvdrift och svedjebruk samt vedinsamling.
Marojejymassivets breda höjdområde och robusta topografi skapar olika livsmiljöer som snabbt förändras med höjden över havet. Varm, tät regnskog kan hittas på lägre höjder, följd av kortare skogar på högre höjder, i sin tur följd av molnskog. Nära topparna finns den enda kvarvarande ostörda bergsbuskskogen på Madagaskar. Bättre förhållanden för växter finns på den östra sidan av bergen, som får mer regn än den västra sidan. Denna mångfald av livsmiljöer gör att den biologiska mångfalden är stor. Minst 118 arter av fåglar, 148 arter av reptiler och groddjur och 11 arter av lemurer är kända för att förekomma i Marojejy nationalpark. En av lemurerna, (Propithecus candidus), silkessifaka, är listad bland "Världens 25 mest hotade primater". Hjälmvanga (Euryceros prevostii) anses vara den mest utrotningshotade fågelarten i parken.
En stig leder från parkens ingång till toppen. Det finns tre läger längs leden: Camp Mantella på 450 m höjd i låglandets regnskog, Camp Marojejia på 775 meter över havet vid övergången mellan låglandet och bergsregnskogen, och Camp Simpona på 1 250 m ö.h. mitt i bergsregnskogen. Camp Simpona fungerar som basläger för vandringen till toppen, en led som är 2 kilometer lång och kan ta upp till fyra eller fem timmar att ta sig fram på.